# Septfontaines (Luxemburg)
Septfontaines (Luxemburgs: Simmer, Duits: Simmern) is een dorp en voormalige gemeente in het Luxemburgse Kanton Capellen. Septfontaines telde 360 inwoners op 1 januari 2018.

## Geschiedenis
Op 1 januari 2018 is de gemeente Septfontaines gefusioneerd met buurgemeente Hobscheid en zo deel geworden van de nieuwe gemeente Habscht. De gemeente had een totale oppervlakte van 14,96 km² en omvatte behalve de hoofdplaats de plaatsen Greisch (Gräisch), Léisbech, Roodt-sur-Eisch (Rued), Simmerfarm en Simmerschmelz.

### Ontwikkeling van het inwoneraantal

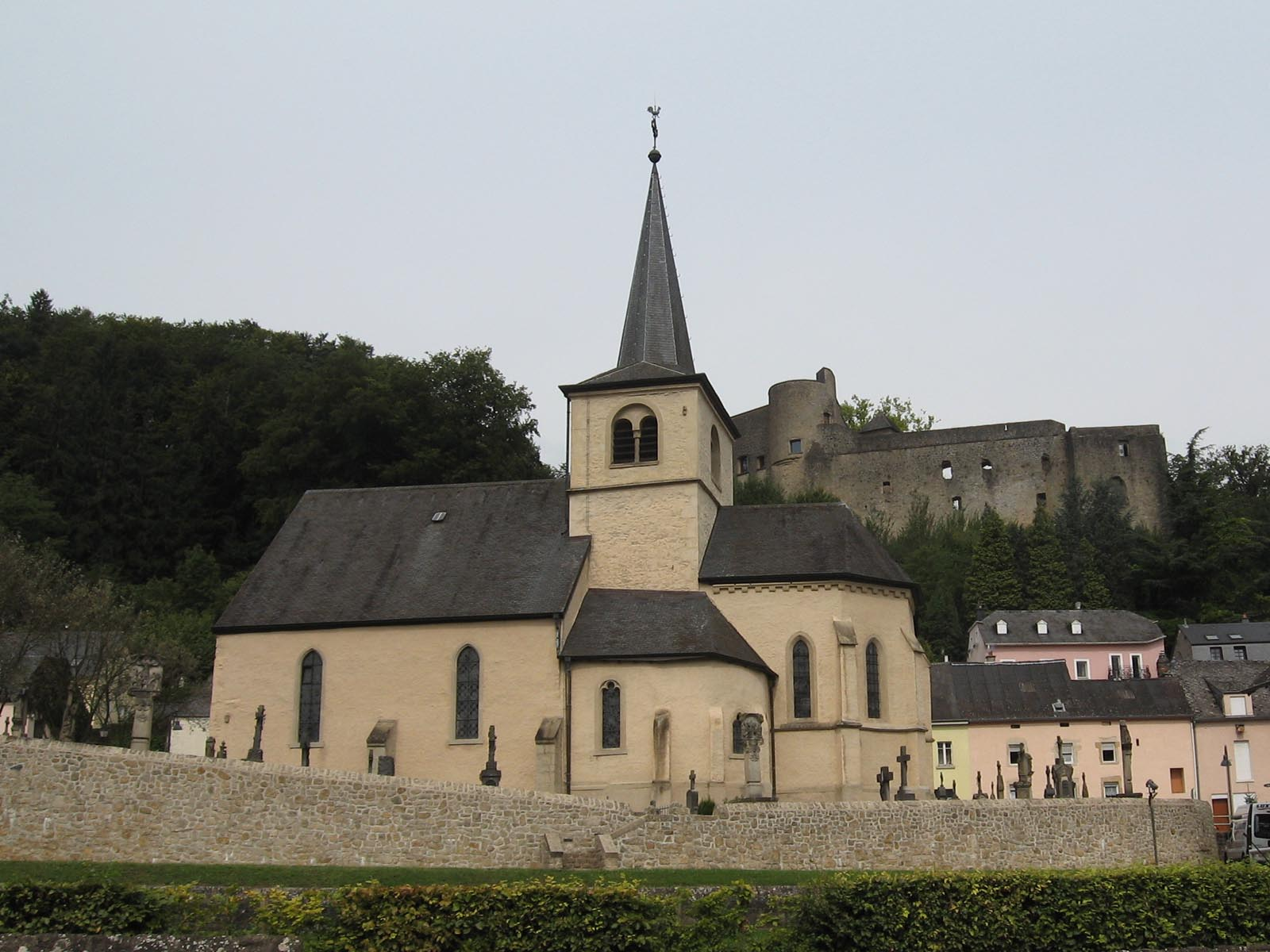
Parochiekerk met de burcht op de achtergrond

| Jaar                              | 2001 | 2002 | 2003 | 2004 | 2005 | 2007 |
| --------------------------------- | ---- | ---- | ---- | ---- | ---- | ---- |
| Inwoneraantal                     | 777  | 790  | 798  | 801  | 789  | 754  |
| Opmerking: tellingen op 1 januari |      |      |      |      |      |      |

Eischen · Greisch · Hobscheid · Roodt-sur-Eisch · Septfontaines

Luxemburgse gemeenten · Kanton Capellen · Luxemburg